# Collina (pomme)
Pour les articles homonymes, voir Collina.
Collina est un cultivar de pommier domestique.

## Règlementations et protections
COLLINA est une variété inscrite au registre de l'Union européenne, donc particulièrement protégée dans les pays qui en font partie;
- Numéro de variété: 18136
- Date d'inscription: 31/10/2001
- Demandeur: V.O.F. VANDEWALL

## Origine
Mart Vandewall, Eckelrade, Hollande.

## Description
Pomme de couleur striée rouge, de calibre moyen.

Chair douce-acidulée et aromatique.

## Parenté
La variété Collina résulte du croisement Priscilla-NL x Elstar.

## Pollinisation
Variété fécondée par Goldrush, Golden Hornet, Topaz…

## Culture
Maladies: très forte résistance aux races commune de tavelure (gène Vf), sensible à l'oïdium.

Plantation: variété facile à cultiver dans un petit jardin familial, en alignement d'arbres bas taillés en fuseaux distants d'un mètre seulement.

Récolte: précoce.

Conservation: de courte durée.